# Jason Richardson
Jason Richardson   (Saginaw, 20 de gener de 1981) Jason Anthoney "J-Rich" Richardson . És un jugador de bàsquet professional estatunidenc que va jugar als Philadelphia 76ers de l'NBA.

## Biografia
Nascut a Saginaw, Michigan, Richardson es va graduar a l'Arthur Hill High School el 1999. Després d'haver dirigit l'equip de bàsquet d'Arthur Hill al partit de campionat de Classe A, Richardson va ser el Sr. Bàsquet de Michigan i un McDonald's High School All-American al seu últim any. Richardson va triar jugar a bàsquet universitari per a l'entrenador en cap de Michigan State Tom Izzo.
A la seva primera temporada al Michigan State, Richardson va fer una mitjana de 5,1 punts per partit en 37 partits (incloent-hi tres titulars) i va fer un 50,3% dels intents de tirs de camp. Dirigits per Mateen Cleaves i Morris Peterson, els Spartans van guanyar el NCAA Championship amb Richardson com a reserva clau. En un paper més important a la seva segon temporada a Michigan State, va liderar els Spartans en anotar una mitjana de 14,7 punts per partit. Richardson va jugar al costat dels futurs jugadors de l'NBA Zach Randolph i Charlie Bell mentre els Spartans van avançar al Final Four abans de perdre contra Arizona. Va ser nomenat Big Ten First Team aquell any.

### Jubilació
El 18 d'agost de 2015, Richardson va signar amb els Atlanta Hawks. Tanmateix, menys d'un un mes després, Richardson va començar a experimentar dolor al genoll dret i una MRI va revelar esperó ossi. El 23 de setembre de 2015, va anunciar la seva retirada de l'NBA, dient que temia que la seva capacitat per caminar es veuria afectada per la resta de la seva vida si continuava jugant.